# Marie-Laure Beneston

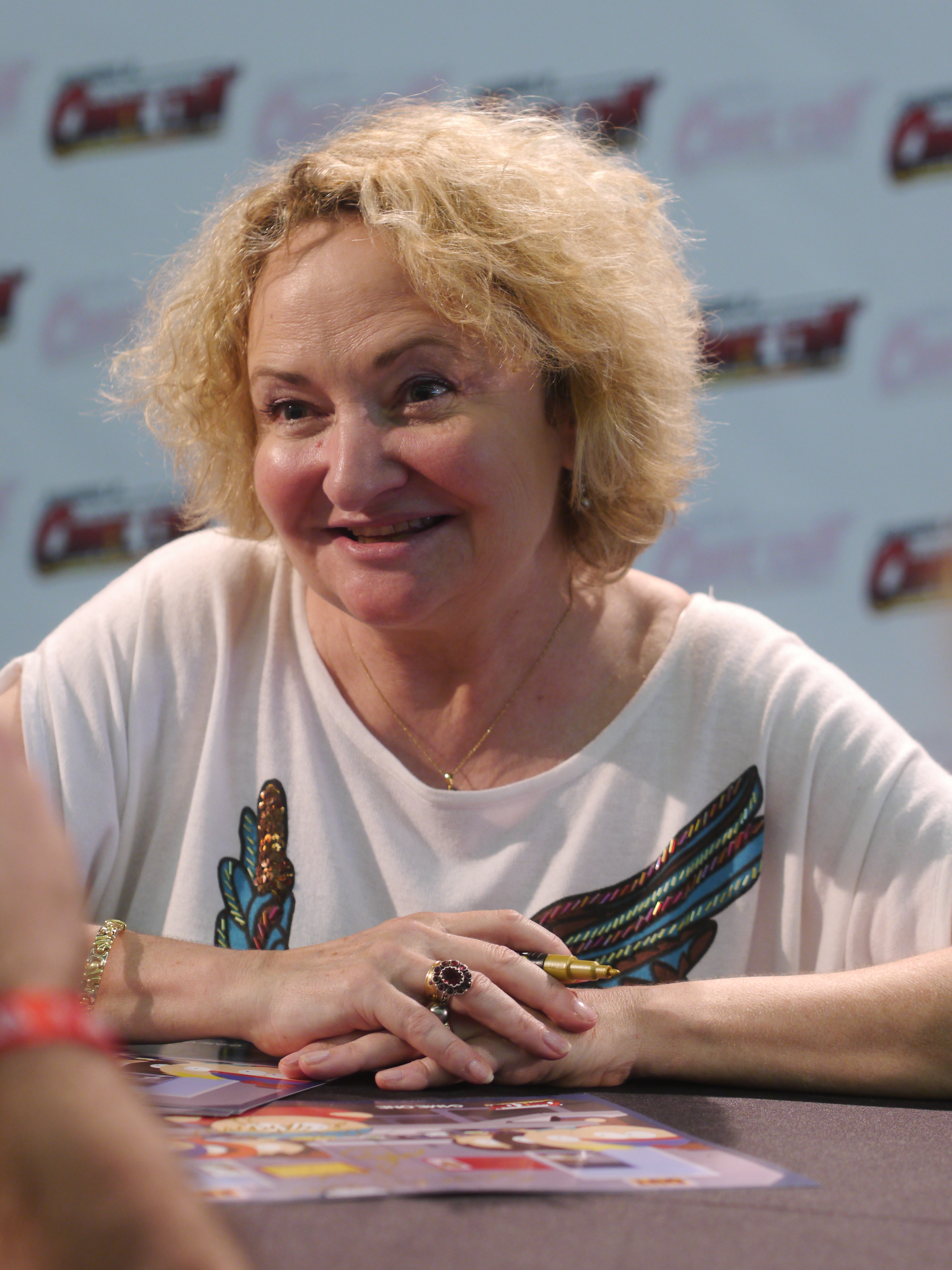
Marie-Laure Beneston (2013)

Marie-Laure Beneston (* 1953) ist eine französische Schauspielerin und Synchronsprecherin.

## Leben
Marie-Laure Beneston wurde 1953 geboren.
1968 stand Beneston in der Fernsehserie Le tribunal de l’impossible erstmals für das Fernsehen vor der Kamera. 1974 hatte sie ihre erste Filmrolle in Josse. 1975 erhielt sie in der Miniserie Charme des Sommers erstmals eine wiederkehrende Rolle. Beneston war 1987 bis 1988 in der Fernsehserie Es war einmal … das Leben zu sehen.
1980 wollte sie ihre Schauspielkarriere beenden und begann ein Studium der Rechtswissenschaften. Nach zwei Jahren kehrte sie zur Schauspielerei zurück.
Marie-Laure Beneston begann ihre Karriere als Synchronsprecherin in den 1980er Jahren, als der Schauspieler Roger Carel sie Albert Barillé (dem Regisseur von Es war einmal … das Leben) vorstellte, was ihr dann erlaubte, weitere Zeichentrickfilme komplett zu synchronisieren.

## Filmografie
- 1968: Le tribunal de l’impossible (Fernsehserie, Folge 1x05)
- 1974: Josse (Fernsehfilm)
- 1974: Les îles Nicobar (Fernsehfilm)
- 1975: Charme des Sommers (Les charmes de l’été, Miniserie, 5 Folgen)
- 1977: Wie es Gott gefällt (Please God, Miniserie, Folge 1x02)
- 1978: Ne pleure pas
- 1979: Désiré Lafarge (Fernsehserie, Folge 3x01)
- 1984: Pole Position (Webserie, 13 Folgen, Sprechrolle)
- 1985: Châteauvallon (Fernsehserie, 2 Folgen)
- 1987–1988: Es war einmal … das Leben (Il était une fois… la Vie, Fernsehserie, 26 Folgen, Sprechrolle)
- 1988: A Mala de Cartão (La Valise en carton, Miniserie, 2 Folgen)
- 1992: Es war einmal … Amerika (Il était une fois… les Amériques, Fernsehserie, 26 Folgen, Sprechrolle)
- 1994–1995: Es war einmal … Entdecker und Erfinder (Il était une fois… les Découvreurs, Fernsehserie, 26 Folgen, Sprechrolle)
- 1996–1997: Es war einmal … die Entdeckung unserer Welt (Il était une fois… les explorateurs, Fernsehserie, 26 Folgen, Sprechrolle)
- 2009: Es war einmal … unsere Erde (Il était une fois… notre Terre, Fernsehserie, 4 Folgen, Sprechrolle)